# ConTEXT
ConTEXT – darmowy edytor tekstu dla twórców oprogramowania.
Może otwierać i edytować pliki teoretycznie dowolnych rozmiarów. Obsługuje linie o długości do 4 kB oraz podświetlanie składni dla C, Delphi/Pascala, asemblera 80x86, Javy, JavaScriptu, Visual Basica, Perla/CGI, HTML, SQL, Pythona, PHP, Tcl/Tk, XML, Fortranu, FoxPro; posiada również swoje zdefiniowane szablony podświetlania składni. Ponadto oferuje podstawowe funkcje związane z wyrażeniami regularnymi. Integracja z kompilatorem jest jego kolejną zaletą. Dostępne są różne wersje językowe. Wbrew informacjom zawartym na stronie internetowej edytora, nie wspiera on kodowania UTF-8.
ConTEXT jest zwycięzcą nagrody Pricelessware w 2006 roku.